# 北条忠時 (金沢流)
北条 忠時（ほうじょう ただとき）は、鎌倉時代末期の武将。金沢流北条氏の出身で、第15代執権北条貞顕の嫡男である北条貞将の長男。弟に淳時がいる。
元弘3年/正慶2年（1333年）5月、新田義貞が鎌倉に攻め込んだ。『太平記』巻十にある「鎌倉合戦の事」によれば、忠時は化粧坂の守備についたとされ、その軍勢を3万余騎としている。その後、父貞将と共に自害したという（「北条氏系図」）。